# Opius hubbelli
Opius hubbelli är en stekelart som beskrevs av Fischer 1965. Opius hubbelli ingår i släktet Opius och familjen bracksteklar. Inga underarter finns listade i Catalogue of Life.